# Dicliptera divaricata
Dicliptera divaricata är en akantusväxtart som beskrevs av Robert Harold Compton. Dicliptera divaricata ingår i släktet Dicliptera och familjen akantusväxter. Inga underarter finns listade i Catalogue of Life.